# Липыбоки
Липыбоки (укр. Ліпибоки) — село в Городокском районе Хмельницкой области Украины.
Население по переписи 2001 года составляло 79 человек. Почтовый индекс — 32013. Телефонный код — 3251. Занимает площадь 0,354 км². Код КОАТУУ — 6821281903.

## Местный совет
32015, Хмельницкая обл., Городокский р-н, с. Веселец